# Peterszeche
Die Grube Peterszeche lag in der Burbacher Gemarkung im heutigen Kreis Siegen-Wittgenstein in Nordrhein-Westfalen. Sie war das größte einer Reihe von Bergwerken im Buchhellertal im südlichen Siegerland.

## Gangmittel
Die Gangmittel der Grube waren meist 1,5–4 m mächtig. Das Mittel Crone & Carlssegen bestand aus 0,6 m mächtigen Schnüren aus Blei- und Zinkerzen mit Spateisenstein. Weitere Gangmittel waren:
- Gabriel
- Frankensteiner Gang
- Hangender Peterszecher Gang
- Liegender Peterszecher Gang
- Peterslust

## Geschichte
1850 bildete sich eine Gewerkschaft unter dem Namen Peterszeche im Buchhellertal zum Abbau von Bleierzen. In den 1840er Jahren wurde ein Oberer Stollen und in den 1850ern ein Tiefer Stollen angelegt. Letzterer brachte unter Tage 63 m Teufe ein und war 1861 312 m lang. 1865 konsolidierten die Gruben Hoffnungsstern, Viktorsfeld, Kupferkaute, Grüne Hoffnung, Mückenwiese und Crone mit der Grube. Ein Jahr zuvor wurde der erste Schacht abgeteuft.

Erztransport aus der Grube um 1903

1862 wurde eine Bahn vom Stollen zur Aufbereitung der stillgelegten Grube Viktorsfeld gebaut. Zwei Jahre später kaufte die Peterszeche diese Aufbereitung. Sie bestand aus einer Dampfmaschine mit 12 PS, einer Turbine, einem Wasserrad, einem Pochwerk, einem Walzwerk, mehreren Separationstrommeln und Setzmaschinen sowie Rund- und Stossherden.

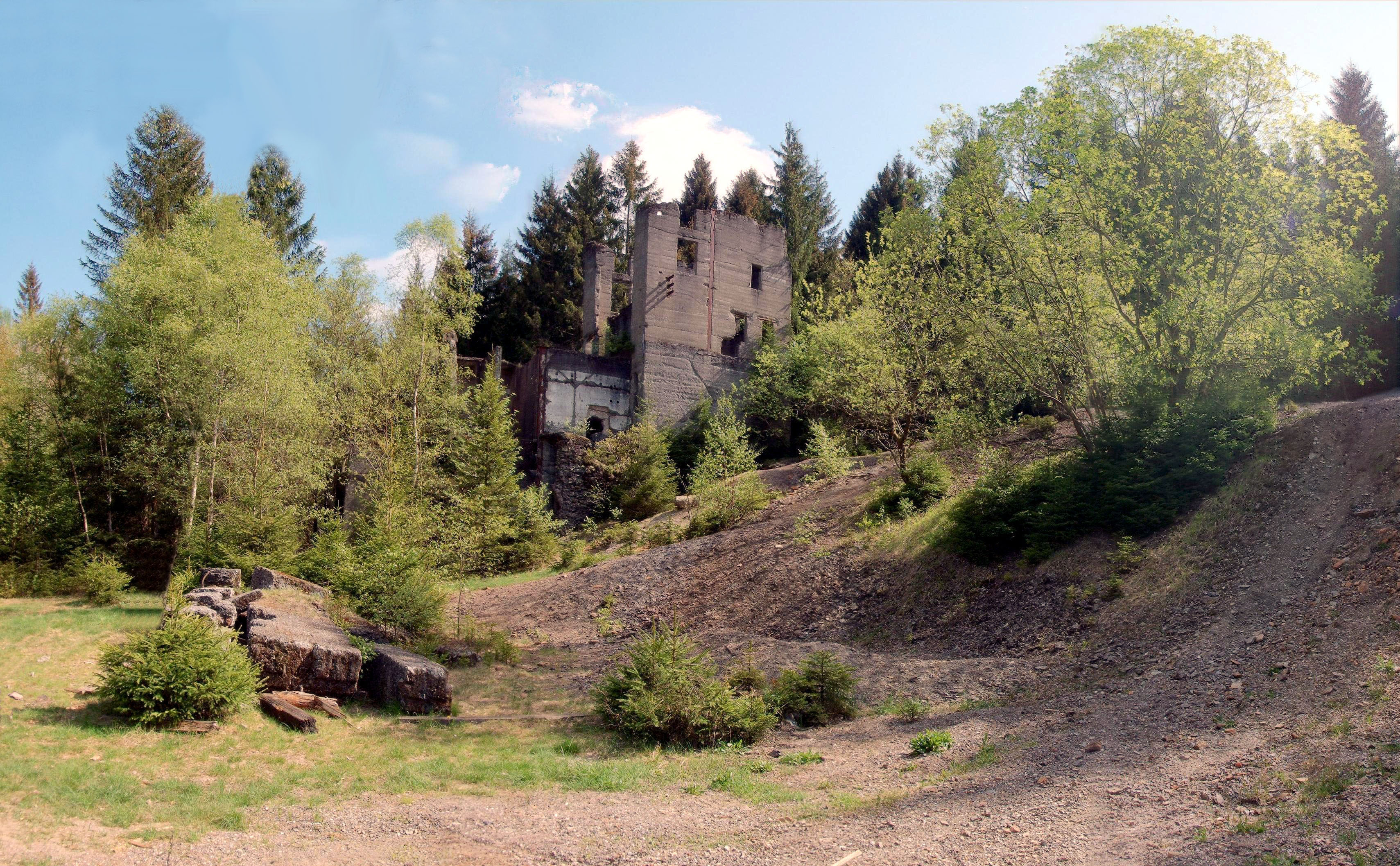
Ruine der Steinbrecheranlage (2011)

Der alte Schacht hatte eine Größe von 2 × 3 m, erreichte im ersten Jahr 23 m Teufe, 1887 153 m und 1892 mit 200 m die Gesamtteufe des Schachtes. Bis 1885 gab es vier Abbausohlen, die bei 25 m, 52 m, 78 m und 105 m lagen. Im gleichen Jahr wurde die 150-m-Sohle angehauen. Zur Förderung wurde eine liegende, einzylindrische Dampfmaschine eingesetzt. Die Wasserhaltungsmaschine war ebenfalls einzylindrisch und 24 PS stark. Nach der Stilllegung der Grube wurde dieser Schacht verfüllt.
Der zweite Schacht Leo wurde 1896 angelegt. Da er Hauptförderschacht werden sollte, war er 4,9 × 2,3 m groß und wurde in den Unterlagen in Schacht I umbenannt. 1897 war er bereits 80 m tief. Nach Erreichen der 200-m-Sohle im Jahr 1900 wurde der alte Schacht stillgelegt. 1907 erreichte man die 325-m-Sohle. Nach der Stilllegung der Grube wurde er nicht verfüllt.
Nach dem Abteufen des zweiten Schachtes baute man 1897 eine neue Aufbereitungsanlage und ein Jahr später eine Schmalspurbahn zum Erzabtransport und eine Verladestation in Burbach. 1885 betrug die Förderung 1.334 t Bleierz, 635 t Zinkblende und 322 t Spateisenstein durch 207 Bergleute. 1901 wurde eine neue Dampfmaschine mit 60 PS in Betrieb genommen. In den folgenden Jahren wurde die Fördermenge verdreifacht. Nach Erreichen der 325-m-Sohle 1907 stellte man fest, dass der Erzgang zerlief und abbauunwürdig war. Am 30. Juni 1907 wurde der Betrieb in der Peterszeche eingestellt. Die meisten der 300 Belegschaftsmitglieder kamen in anderen Gruben unter.

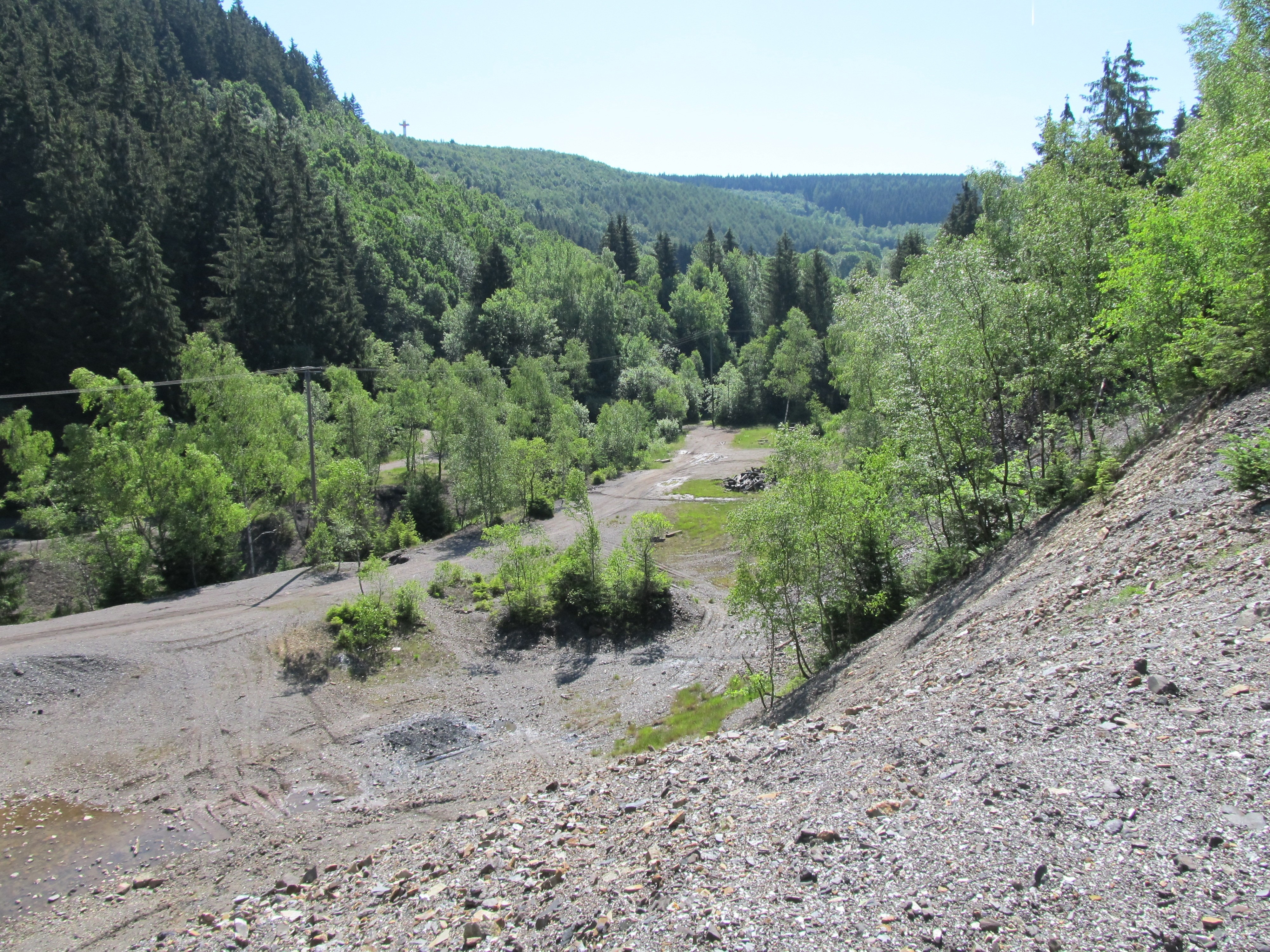
Weitreichende Abraumhalden der Grube

Im Sommer 1910 nahm der Gewerke Kuhmichel aus Eiserfeld mit der Hoffnung auf Eisenerz den Betrieb wieder auf. Abgebaut wurde in den Erzgängen Karlssegen und Crone. Doch da die gewünschten Fördermengen nicht erreicht wurden, wurde die Grube 1917 endgültig stillgelegt. Von 1914 bis zur Stilllegung förderte man 19.294 t Spateisenstein, 717 t Zinkerz und 54 t Bleierz. 1917 wurde die Flotationsanlage abgerissen. 1932 wurden die Schienen und Schwellen der Kleinbahn entfernt. Nur die von 1922 bis 1928 in Betrieb gewesene Steinbrecheranlage des Basaltsteinbruches am Höllenkopf (auf dem Gelände des heutigen Truppenübungsplatzes) erinnert an die Gewinnung von Rohstoffen in diesem Raum.

## Konsolidationen
- Crone: Ebenfalls im Buchhellertal lag die Grube Crone am hinteren Nenkersberg. Um 1840 wurde sie erstmals erwähnt. Der 1857 angelegte Schacht erreichte 100 m Teufe. 1865 ging die Grube an die Peterszeche. Abgebaut wurden Zink- und Bleierze.
- Grüne Hoffnung, in Betrieb mit Pausen zwischen 1700 und 1882.
- Hoffnungsstern, wahrscheinlich war die Grube schon vor 1700 in Betrieb. Neu verliehen wurden die Bergrechte 1720. Um 1800 wurde ein Kunstschacht angelegt, der eine Teufe von 54 m erreichte. 1844 folgte eine Wasserhebungsmaschine, um 1850 konsolidierte die Grube mit Grüne Hoffnung, mit der sie ab 1865 zur Peterszeche gehörte. 1883 wurde die Grube durch Carl Schreiber gekauft, es wurde eine neue Aufbereitung mit einem Wasserrad mit ø13 m errichtet. Abgebaut wurden Blei, Kupfer und Silber.
- Kupferkaute: 1726 wurde die Grube erstmals erwähnt. Gefördert wurden Kupfer und Blei.
- Mückenwiese: Die Gewerkschaft Mückenwiese bestand zwischen dem 28. Oktober 1837 und 1917. Gefördert wurde durch einen in den 1850ern angelegten Stollen und in einem zwischen 1876 und 1878 in Betrieb stehenden 21 m tiefen Gesenk (Förderung 709 t), später über einen Schacht mit Dampfmaschine und einen Elektromotor. 1850 kaufte eine belgische Firma den Grubenbesitz. Zwischen 1876 und 78 fanden Untersuchungen statt, doch bis 1915 stand der Betrieb still. Die Förderung dann zwischen 1915 und 1917 betrug  20 t Spateisenstein, 175 t Kupferkies, 2.145 t Zinkblende und 87 t Bleiglanz.
- Viktorsfeld, in Betrieb zwischen 1712 und 1862.